# Église Sainte-Croix de Saignes
L'église Sainte-Croix est une église de style roman auvergnat située à Saignes, commune de la communauté de communes Sumène Artense située dans le département français du Cantal en région Auvergne-Rhône-Alpes.

## Historique
L'église a été construite au XIIe siècle. Les deux chapelles latérales, la chapelle du Rosaire et la chapelle Sainte-Anne furent ajoutées en 1624-1627 tandis que la partie haute du clocher fut détruite en 1794, réédifié en 1850, puis surélevé de 2,60 m en 1890.
L'église a d'abord été placée sous le vocable de saint André avant d'être dédiée à la Sainte-Croix. Le patron de la paroisse est saint Roch, probablement à la suite de deux épidémies de peste.
L'église Sainte-Croix fait l'objet, avec la chapelle Notre-Dame-du-Château située à proximité, d'un classement au titre des monuments historiques depuis le 17 août 1921.

## Architecture
L'église Sainte-Croix est édifiée en pierre de taille de couleur brune (tuf volcanique) assemblée en grand appareil. 

### La façade occidentale
Sa partie inférieure est ornée d'un arc en plein-cintre encadré de deux demi-arcs.
L'arc central abrite la porte de l'église et est séparé de chaque demi-arc latéral par une colonne possédant une base sculptée et un chapiteau orné de motifs végétaux.
La partie inférieure de la façade est délimitée latéralement par deux puissants contreforts et est séparée de la partie supérieure par une corniche biseautée.
La partie haute de la façade est ornée d'un grand oculus et surmontée d'une croix en pierre.

### Le clocher
Le clocher, de dimensions imposantes, est plus large que le chevet et presque aussi large que la nef.
Chacune de ses faces est percée de deux baies campanaires dotées d'Abat-sons.
Sa maçonnerie est percée de nombreux trous de boulin (trous destinés à ancrer les échafaudages).

### Le chevet
L'église possède un chevet à appareil très régulier. Ce chevet est constitué d'une abside semi-circulaire dont la maçonnerie est rythmée par de puissants contreforts.
Chacune des fenêtres absidiales est encadrée de colonnettes surmontées de chapiteaux sculptés supportant un arc torique. L'arc qui surmonte cet arc torique est bordé d'un cordon de billettes qui se prolonge de part et d'autre de la fenêtre.
L'abside est couronnée d'une corniche ornée d'un cordon de billettes et supportée par des modillons variés dont certains figurent des visages humains.

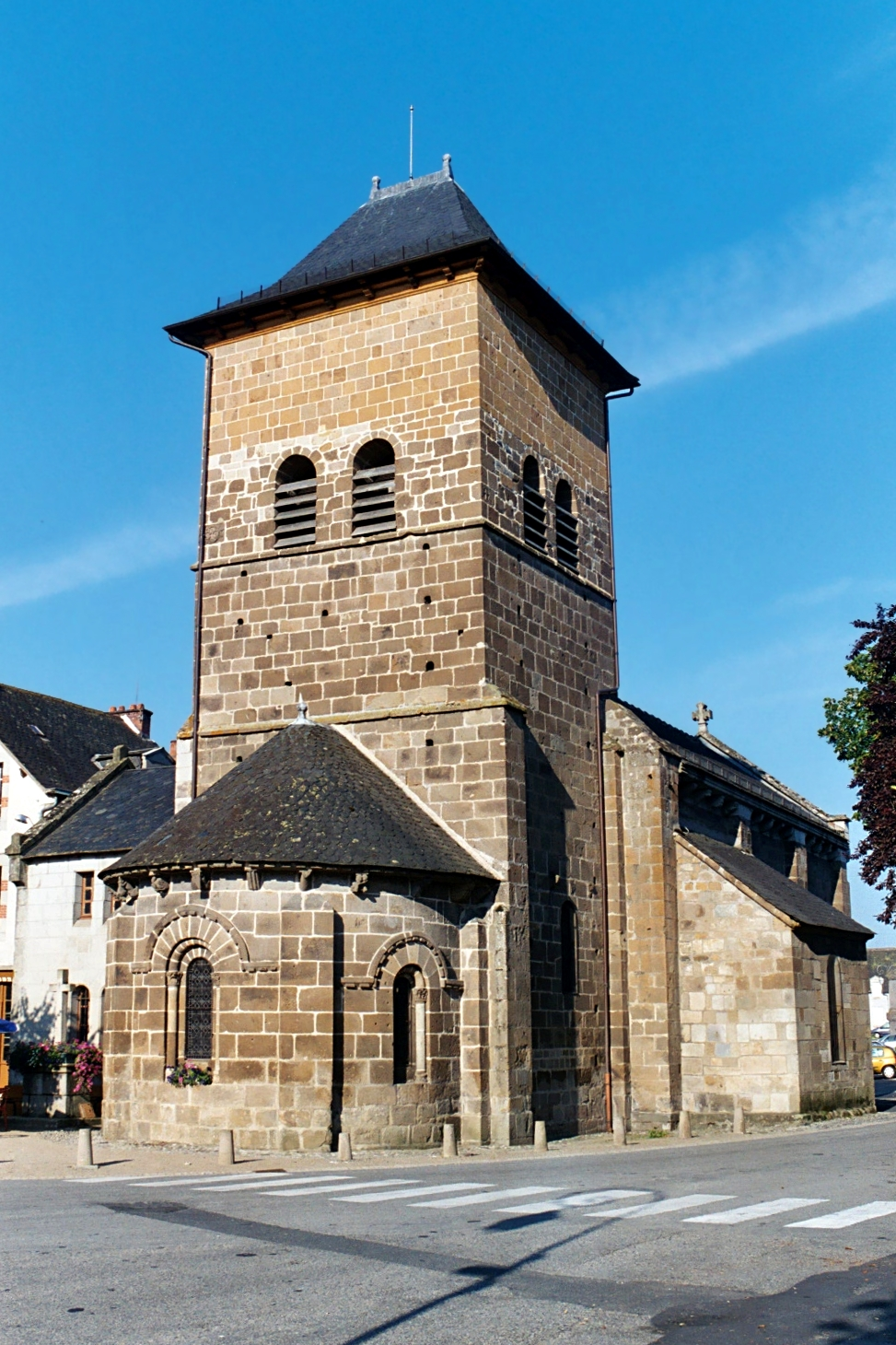
Le clocher et le chevet.
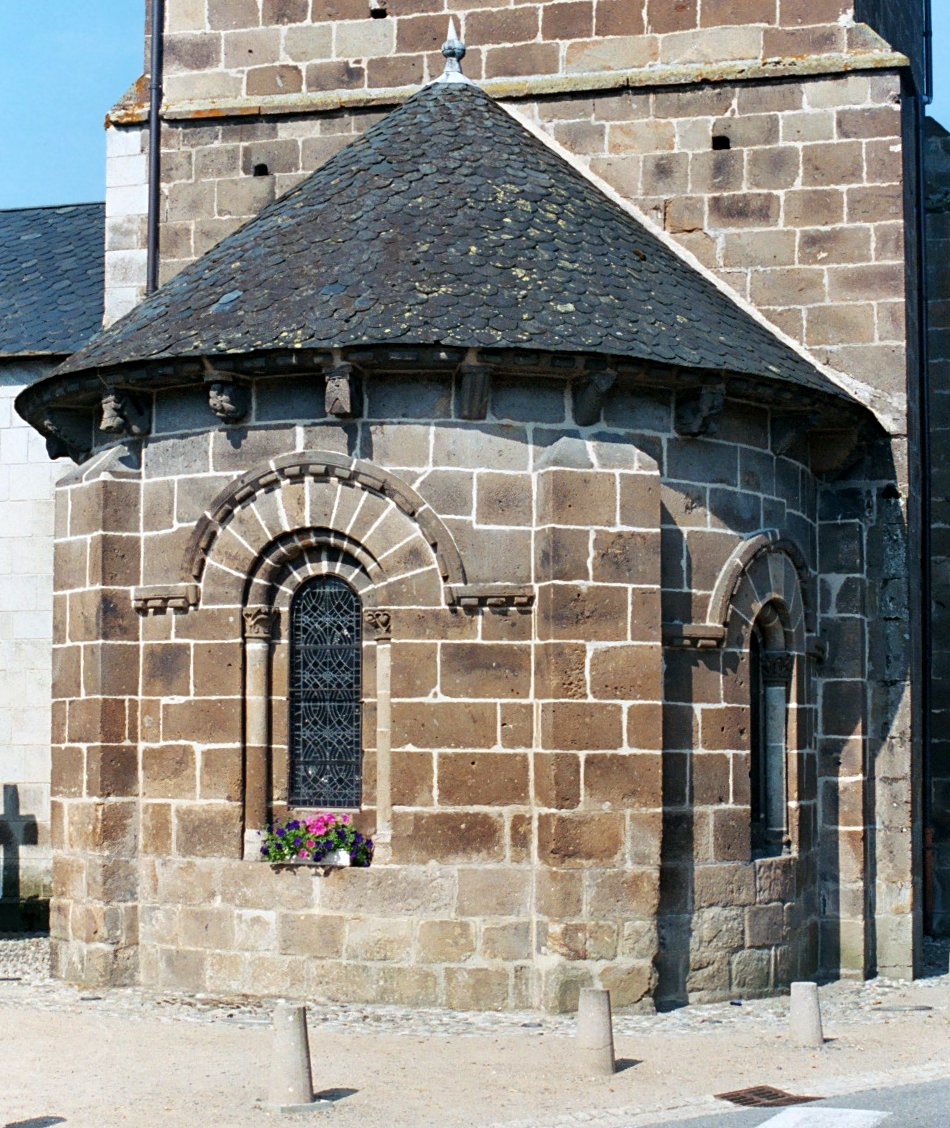
Le chevet.
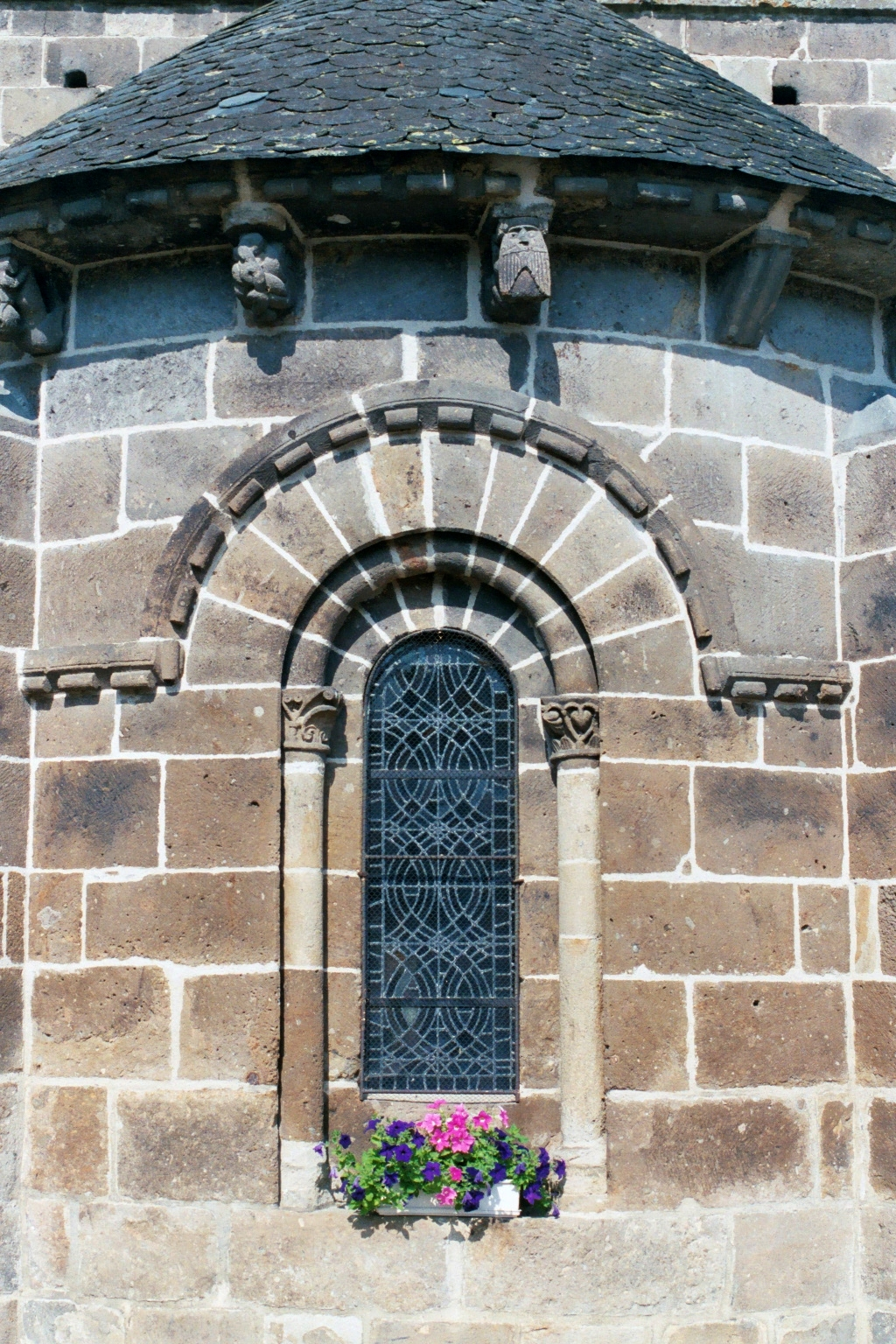
La fenêtre axiale du chevet.

### L'intérieur
L'intérieur est en pierre de taille apparente.
L'abside est voûtée en cul-de-four et est précédé d'une travée de chœur voûtée en berceau plein-cintre.
L'arc triomphal repose, à gauche, sur un chapiteau orné de griffons affrontés et, à droite, sur un chapiteau orné d'entrelacs et de pommes de pin.

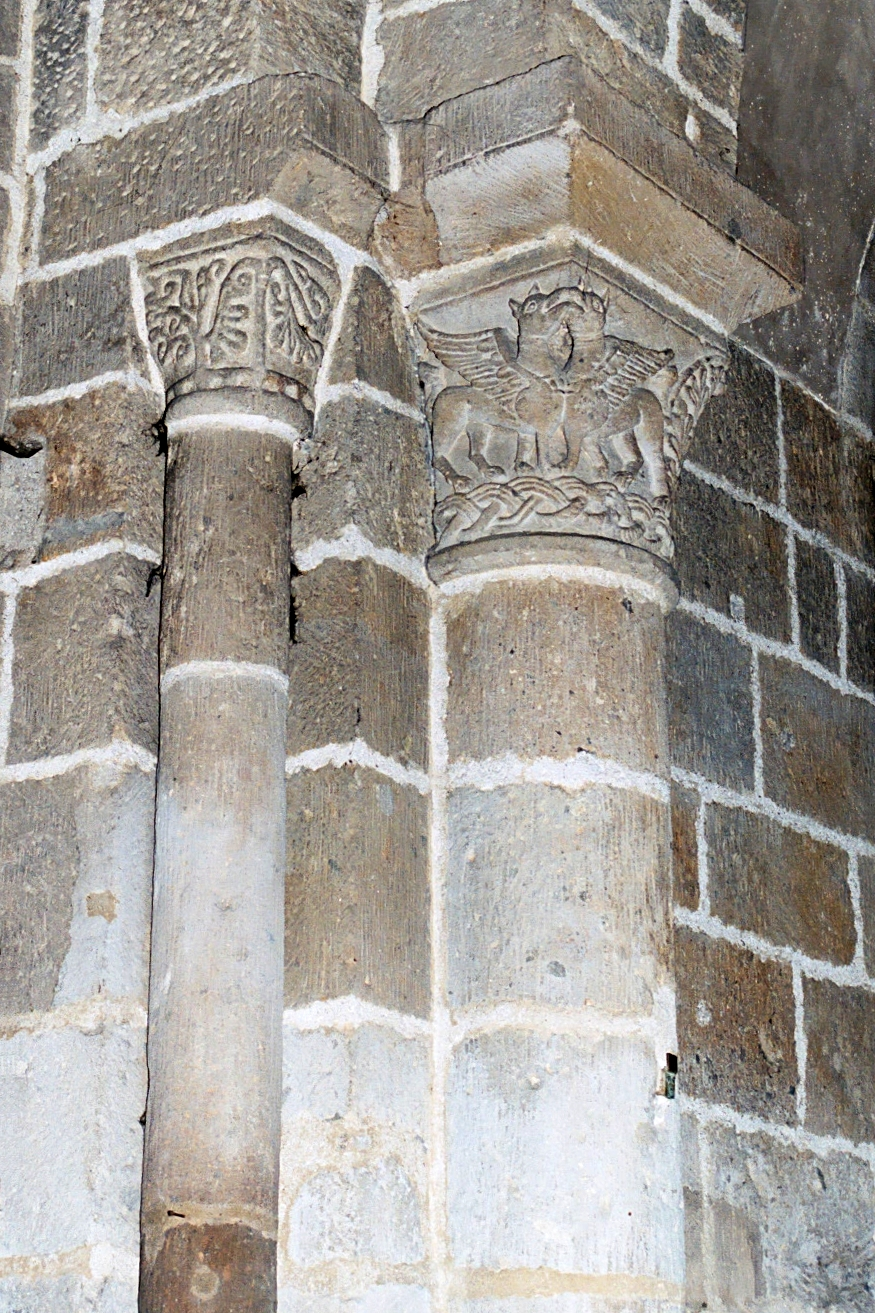
Chapiteau orné de griffons affrontés.
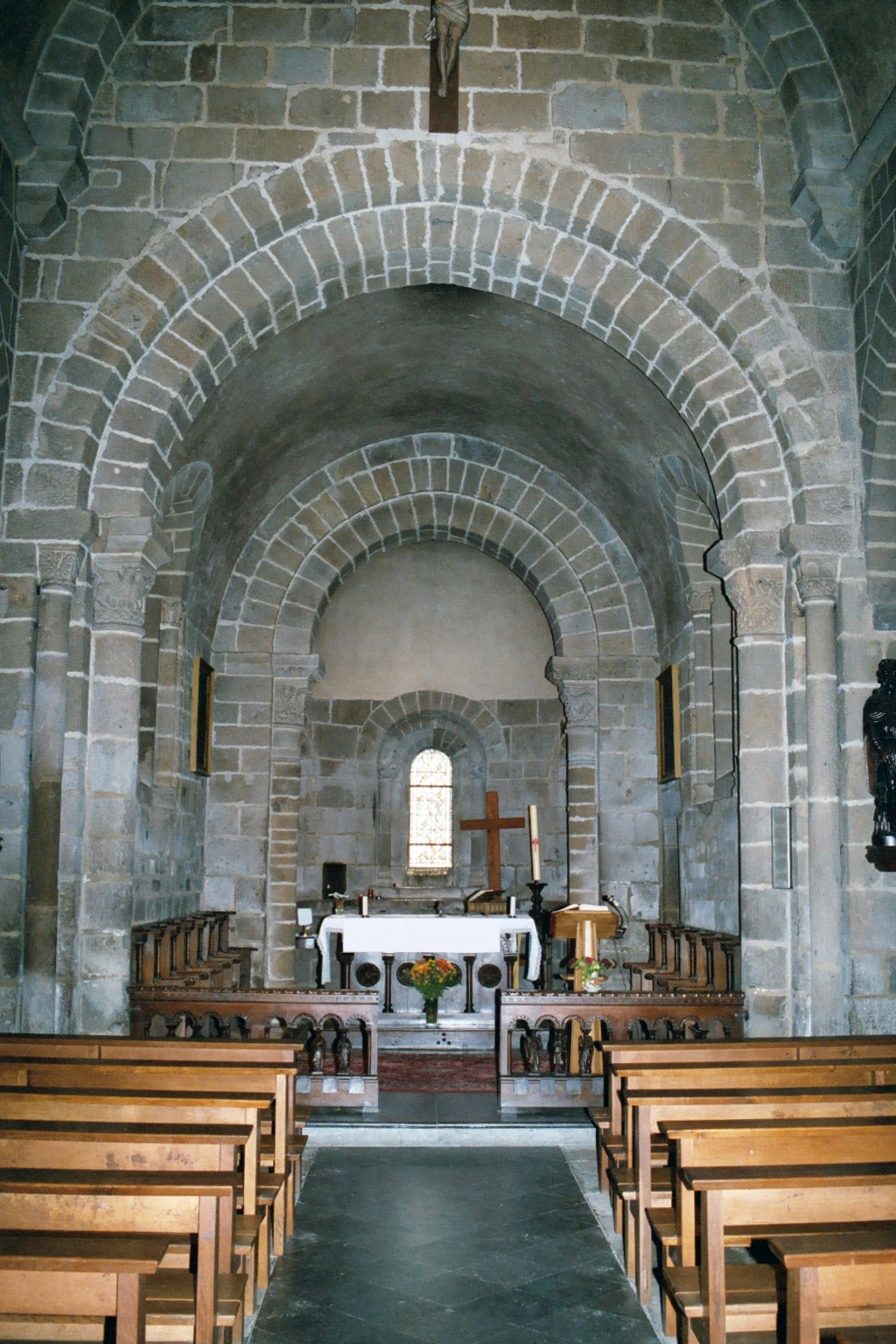
L'arc triomphal.
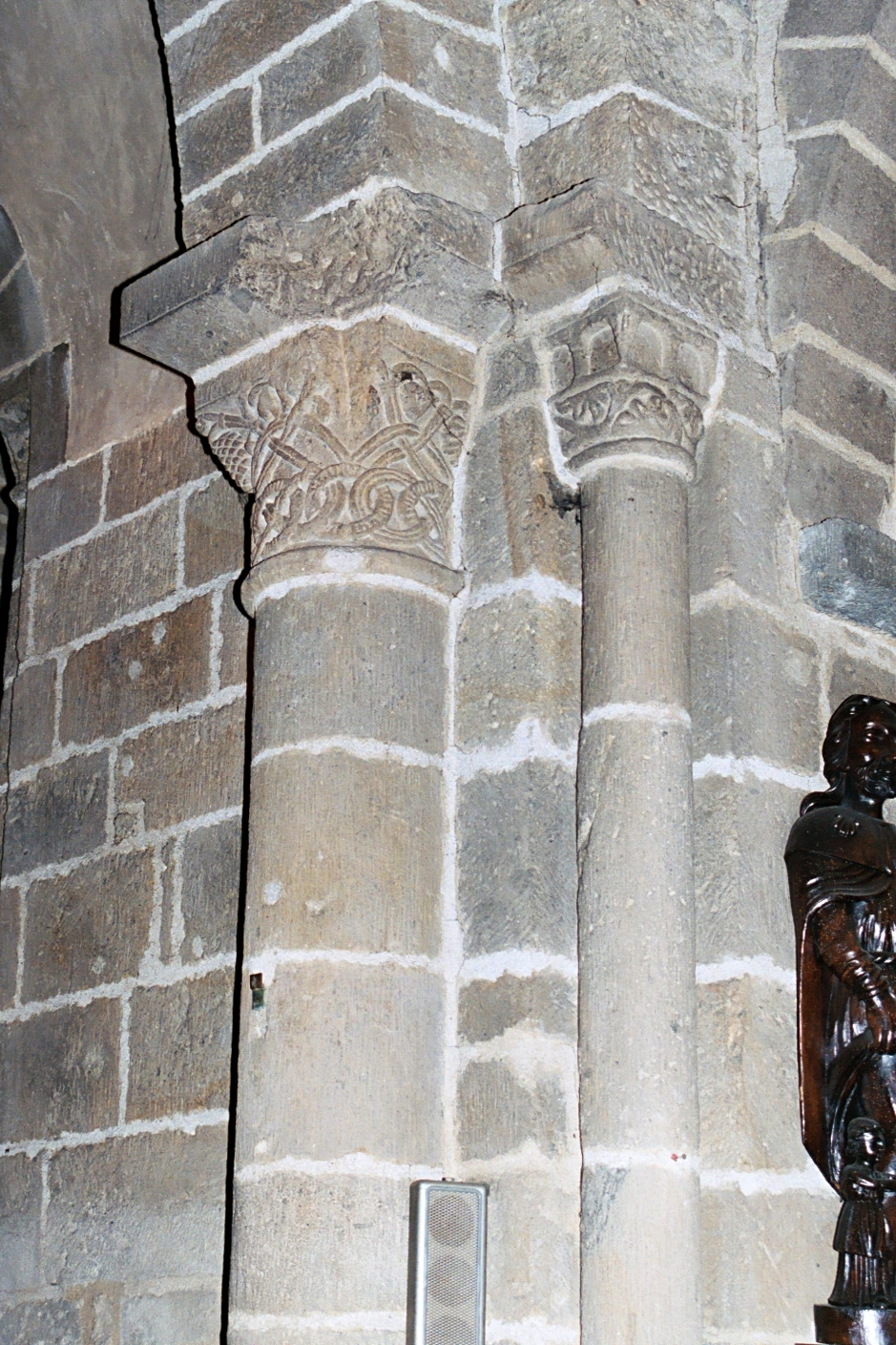
Chapiteau orné d'entrelacs et de pommes de pin.